# Horvatia andicola
Horvatia es un género monotípico de orquídeas epífitas. Su única especie, Horvatia andicola Garay, Stud. Phytologica: 41 (1977), es originaria de Ecuador.

## Taxonomía
Horvatia andicola fue descrita por Leslie A. Garay y publicado en Studia Phytologia 41. 1977.

## Descripción
Se encuentra en la provincia de Canar de Ecuador en elevaciones de alrededor de 2.700 metros como una orquídea de tamaño pequeño, de hábitos epífita  con un rizoma alargado con 10 cm de distancia entre cada pseudobulbo elipsoide llevando una sola hoja apical, erecta con pecíolo horizontal, lámina estrechamente lanceolada, aguda, Florece en el verano del rizoma en una inflorescencia erecta  de 5 cm de largo con una sola flor.